# Nana (film, 1926)
A Nana 1926-ban bemutatott francia némafilm Jean Renoir rendezésében, Émile Zola azonos című regénye alapján.
Nana, a fiatal színésznő könnyű darabokban lép fel, melyek vonzzák a párizsiakat. Gazdag és keresett kurtizán lesz, így elhagyja a színpadot és kitartatja magát. Muffat gróf is a bűvkörébe kerül: elegáns lakást ad neki és igyekszik a nő minden kívánságának megfelelni, akinek fényűző estélyei felemésztik a gróf pénzét. Nanát újra vonzani kezdi a rivaldafény, visszatér a színpadra. Nem sokkal később elkapja a himlőt és meghal.
Jean Renoir hosszú filmrendezői pályájának legelején rövidebb meseszerű, fantasztikus filmeket készített. A Nana az első nagyobb filmje, tulajdonképpen még csak kísérlete egy másfajta, valószerű környezet- és emberábrázolás kialakítására. Főszereplője akkori felesége, Catherine Hessling. Renoir maga fedezte a Nana költségeit, de a bevételek arra nem voltak elegendők, hogy következő filmjeit is saját produkcióban készítse el.

## Főszereplők
- Catherine Hessling – Nana
- Jean Angelo – Vandœuvres grófja
- Werner Krauss – Muffat gróf
- Raymond Guérin-Catelain: Georges Hugon
- Claude Moore (Claude Autant-Lara) – Fauchery